# جون بي يونت
جون بي يونت (بالإنجليزية: John P. Yount)‏ هو عسكري أمريكي، ولد في 8 مارس 1850 في مقاطعة هنري في الولايات المتحدة، وتوفي في 11 ديسمبر 1872 في Fort McPherson, Nebraska ‏ في الولايات المتحدة بسبب حمى التيفوئيد.